# Światłotrysk
Światłotrysk (zwana również „warszawskim pomnikiem radości”, „różową szklanką” i „neonem szczęścia”) – neonowa instalacja artystyczna w formie siedemnastometrowej szklanki, z której uciekają ku niebu różowe bąbelki oranżady. Znajduje się ona na warszawskim Żoliborzu, przy skrzyżowaniu ulic Kazimierza Promyka i Gwiaździstej, w pobliżu Wisłostrady; domyka południową oś widokową parku Kępa Potocka. Instalację wykonano w pracowni Jacka Hanaka na podstawie projektu Maurycego Gomulickiego w ramach projektu „Synchronizacja 2009”, zorganizowanego przez Fundację Bęc Zmiana.
Autor wspomina, że rzeźba powstała z fascynacji estetyką różu i socmodernistycznym wzornictwem, w „odniesieniu do dynamiki romantycznej miejskiej włóczęgi”.